# Le savant et le chimpanzé
Le Savant et le chimpanzé è un cortometraggio del 1900 diretto da Georges Méliès.

## Trama
Una scimmia si libera dalla gabbia e inizia a mettere a soqquadro il laboratorio di uno scienziato. Egli cerca di fermarla: le strappa la coda che si tramuta in un essere dotato di vita propria, che finisce con l’attaccarsi al suo naso. La governante accorre, ma la scimmia toglie di dosso alcuni indumenti a lei ed allo scienziato.